# SNCF BB 25150
Die BB 25150 ist eine Baureihe von Mehrsystem-Elektrolokomotiv der SNCF. Sie wurde in den Jahren 1967 und 1977 in drei Bauserien von MTE (Matériel de traction électrique) ausgeliefert.
Die Stromversorgung kann sowohl über 1,5 kV Gleichspannung als auch über 25 kV 50 Hz Wechselspannung erfolgen. Die Achsformel lautet Bo'Bo', wodurch die Bezeichnung BB zustande kommt.
Einige von ihnen sind heute in Chambéry beheimatet und werden auf den Gebirgslinien nach Saint-Gervais und Bourg-Saint-Maurice eingesetzt. Die anderen werden überwiegend in Ostfrankreich eingesetzt und werden in Thionville stationiert, wo sie in Richtung Dijon eingesetzt werden. Im Jahre 2007 waren noch 12 Maschinen der ursprünglich 45 im Einsatz.